# Cyril Couton
Pour les articles homonymes, voir Couton.
Cyril Couton, né le 20 mars 1972 en Seine-Saint-Denis, est un acteur français. Il est notamment connu pour son interprétation du sous-préfet collaborationniste Servier dans la série française Un village français et pour son rôle récurrent de Monsieur Richard dans les publicités du constructeur automobile Renault.

## Biographie
C'est vers l'âge de 19 ans que Cyril suit un cours de quartier en théâtre. Il est ensuite reçu au conservatoire d'art dramatique d'Orléans, où il passe 3 ans. Après le conservatoire, il joue mais suit des stages, entre autres au Centre Dramatique National d'Orléans (CDN).
Stéphane Brizé lui propose ensuite de passer les essais pour le film qu'il va réaliser en 2005, Je ne suis pas là pour être aimé. Grâce à ce rôle, il reçoit en 2006 le prix d'interprétation masculine dans un second rôle au Festival Jean Carmet.

## Filmographie

### Cinéma

#### Courts métrages
- 2001 : Pique et pique et haut les cœurs de Clémence Delacampagne
Grand prix du festival FFCV de Beaugency
- 2003 : Projet PN de Zacharie Dutertre
- 2004 : Mes Amis de Manuel Santos
- 2004 : Dommage de Manuel Santos et Cyril Couton
- 2007 : Nouveau Protocole d'Agnès Nageotte

#### Longs métrages
- 2005 : Je ne suis pas là pour être aimé de Stéphane Brizé
- 2006 : Mon meilleur ami de Patrice Leconte
- 2006 : Une journée de Jacob Berger
- 2006 : Entre adultes de Stéphane Brizé
- 2006 : Tel père telle fille de Olivier de Plas
- 2006 : La Vie d'artiste de Marc Fitoussi
- 2007 : Le Candidat de Niels Arestrup
- 2008 : Les Randonneurs à Saint-Tropez de Philippe Harel
- 2008 : Ca$h d'Éric Besnard
- 2008 : Les Liens du sang de Jacques Maillot
- 2008 : La Très Très Grande Entreprise de Pierre Jolivet
- 2009 : Le Petit Nicolas de Laurent Tirard : l'oncle de Nicolas
- 2009 : Divorces de Valérie Guignabodet
- 2010 : Copacabana de Marc Fitoussi : Martial
- 2012 : Arrête de pleurer Pénélope de Corinne Puget et Juliette Arnaud : le docteur Bellity
- 2013 : Attila Marcel de Sylvain Chomet : le docteur
- 2015 : Les Bêtises : l'extra
- 2022 : Le Tigre et le Président de Jean-Marc Peyrefitte
- 2022 : Arrête avec tes mensonges d'Olivier Peyon : le libraire
- 2023 : Le Principal de Chad Chenouga

### Télévision
- 2006 : L'Avare, réal. Christian de Chalonge
- 2007 : Avocats et Associés, réal. Bruno Garcia
- 2009 - 2017 : Un village français, série TV
- 2011 : L'attaque, mini-série en trois épisodes d'Alexandre Pidoux : Masson
- 2012 : Les Hommes de l'ombre, série TV
- 2012 : Rapace de Claire Devers
- 2012 : No Limit de Didier Le Pêcheur, série TV
- 2012 : Pour toi j'ai tué de Laurent Heynemann
- 2016 : La Marque des anges
- 2017 : Guyane de Fabien Nury
- 2017 : Munch, série TV, TF1 (saison 1 épisode 5, Dernière danse) : membre église
- 2017 : Saison 6 d'Engrenages
- 2017 : Saison 5 de Cherif épisode 1: juge Langlois
- 2019 : Saison 2 de Balthazar épisode 3: Le procureur
- 2020 : Dérapages, mini-série en six épisodes de Ziad Doueiri : Jean-Marie Guéneau
- 2021 : Laval, le collaborateur de Laurent Heynemann : Jean Jardin
- 2022 : Addict de Didier Le Pêcheur : Morizot
- 2023 : 66-5 d'Anne Landois : Maître Achache.
- 2024 : Astrid et Raphaëlle et Alexandra Ehle : Damien Aubert, épisode crossover Oeil pour oeil
- 2025 : À l'instinct (épisode La Mort en marche) : Hubert Bollinger

### Publicité
Monsieur Richard dans plusieurs publicités Renault depuis 2010 : Hubert Bollinger

## Théâtre
- 1995 : L'Histoire, m.e.s. Sophie Baudeuf - Théâtre de la Marmaille
- 1995 : Croisades, m.e.s. Andres Merchan - Théâtre de la Marmaille
- 1996 : On a fait ce qu'on a pu, m.e.s. Sophie Baudeuf - Aurachrome Théâtre
- 1996 : Le Village en flamme, m.e.s. Jean-Marc Eder - CDN D'Orléans
- 1996 : La Naissance du jongleur, m.e.s. Serge Royer - Théâtre de la Marmaille
- 1997 : Ville occupée, m.e.s. Olivier Deweer - Compagnie du 13 mars, spectacle de rue
- 1997 : Jeannot et les soucis locaux, m.e.s. Sébastien Crinon - Aurachrome Théâtre
- 1997 : Travers de porc, m.e.s. Sébastien Crinon - Aurachrome Théâtre
- 1998 : Bibliothèque littéraire portative, conception de Jean-Philippe Boin - Lecture de rue
- 1998 : Ce soir je me jette à l'encre'', m.e.s. Ghislaine Agnez - Théâtre de l'En Vie
- 1998 : Papieritude, m.e.s. Patrice Douchet - Compagnie Euloge Béo Aguiar (Parakou - Bénin) et Théâtre de la Tête Noire - Tournée Bénin et Burkina Faso
- 1999 : Faut pas pousser, m.e.s. Sébastien Crinon - Spectacle jeune public - Théâtre de l'En Vie
- 1999 : Le coucou suisse, conception de Jean-Philippe Boin - Création pour deux automates
- 1995 : La tête à ton voisin, conception de Jean-Philippe Boin - Création de rue du Mobilier Humain Urbain
- 2000 : L'Avare de Molière, version cirque, m.e.s. Jean-Louis Crinon - Compagnie Les Déménageurs Associés
- 2001 : Les Voyages de Gulliver de Jonathan Swift, m.e.s. Jean-Louis Crinon - Spectacle jeune public de marionnettes, masques et musiques
- 2002 : Jeux de massacre, m.e.s. Jean-Louis Crinon- Compagnie Les Déménageurs Associés
- 2003 : Miracle au chargan, m.e.s. Nathalie Chemelny - Compagnie Moitié Raison Moitié Folie - Scène Nationale de Cavaillon
- 2003 : Le dico Couton, création burlesque de Jean-Philippe Boin et Cyril Couton - Propositions d'un dictionnaire illustré - Compagnie Le Mol
- 2004 : Le cabinet de curiosité, création burlesque de Jean-Philippe Boin et Cyril Couton - Compagnie Le Mol
- 2004 : Tentative - Compagnie Anno Vitale Teatro - Duo de clowns - Marseille
- 2005 : L'Ombre de la vallée, m.e.s. Sophie Baudeuf -Compagnie Interlope
- 2006 : Les petits vœux lents - performance danse-théâtre - Compagnie Aurachrome Théâtre
- 2007 : Labo papillon - Spectacle Poético Scientifique et visuel - Compagnie Monde en chantier -
- 2017 : Baby de Jane Anderson, adaptation de Camille Japy, mise en scène Hélène Vincent, Théâtre de l'Atelier
- 2019-2020 : A vrai dire de Sylvain Meyniac et Manuel Gelin, mise en scène Catherine Marchal, Théâtre du Gymnase

## Radio
- Depuis 2014 : 57, rue de Varenne, feuilleton radiophonique de François Pérache sur France culture - Réalisation Cédric Aussir[3]

## Distinction
- 2005 : Meilleur second rôle masculin (Prix du Public) au Festival Jean Carmet de Moulins pour  Je ne suis pas là pour être aimé de Stéphane Brizé